# إميل نينو
إميل نينو (بالرومانية: Emil Ninu)‏ هو لاعب كرة قدم روماني في مركز الدفاع، ولد في 28 أغسطس 1986 في كرايوفا في رومانيا. شارك مع منتخب رومانيا تحت 21 سنة لكرة القدم. أما مع النوادي، فقد لعب مع جامعة كلوج وستيوا بوخارست وفارول كونستانتسا وفيتورول كونستانتا وليفسكي صوفيا ونادي أيك لارنكا.

## وصلات خارجية
- إميل نينو على موقع قاعدة بيانات كرة القدم.إي يو (الإنجليزية)
- إميل نينو على موقع Soccerway.com (الإنجليزية)